# Ториља
Ториља (итал. Torriglia) је насеље у Италији у округу Ђенова, региону Лигурија.
Према процени из 2011. у насељу је живело 1369 становника. Насеље се налази на надморској висини од 745 м.

## Становништво
Према резултатима пописа становништва 2011. у општини је живело 2.392 становника.
| 1931. | 1936. | 1951. | 1961. | 1971. | 1981. | 1991. | 2001. | 2011. |
| ----- | ----- | ----- | ----- | ----- | ----- | ----- | ----- | ----- |
| 4.439 | 4.191 | 3.488 | 2.921 | 2.388 | 2.120 | 2.309 | 2.216 | 2.392 |